# Hesthagen
Hesthagen är en tidigare tätort i Molde kommun i Møre og Romsdal fylke i västra Norge. Orten ligger vid Europaväg 39, öster om staden Molde.
Sedan 2024 räknas bebyggelsen i orten som en del av tätorten Molde.
Tidigare har orten tillhört dåvarande Bolsøy kommun.